# Studenok (rejon iziumski)
Studenok (ukr. Студенок) – wieś na Ukrainie, w obwodzie charkowskim, w rejonie iziumskim.
W 2001 roku liczyła 1440 mieszkańców, w 2020 roku 1090 mieszkańców.

## Urodzeni
- Aleksy (Owsiannikow)